# Pierre Grimal
Pour les articles homonymes, voir Grimal.
Pierre Grimal, né le 21 novembre 1912 à Paris 15e et mort le 2 novembre 1996 à Paris 5e, est un latiniste français.
Spécialiste en langue, littérature et philologie latines et en civilisation romaine, il a contribué à promouvoir la connaissance de l’héritage culturel de la Rome antique, autant auprès des spécialistes que du grand public.

## Biographie

### Parcours
Admis à l'École normale supérieure en 1932, reçu troisième à l'agrégation de lettres en 1935, il est membre de l’École française de Rome de 1935 à 1937. Il enseigne ensuite au lycée de Rennes, puis aux facultés de Caen et Bordeaux (de 1945 à 1954) et enfin à Paris-Sorbonne (Paris IV) de 1952 à 1982. De 1952 à 1955, il est président de la Société archéologique de Bordeaux. En 1977, il est élu à l’Académie des inscriptions et belles-lettres,, et en est président en 1985,.
Il est l'auteur de nombreuses études sur la civilisation romaine, dont plusieurs volumes dans la collection Que sais-je ?, de traductions d’auteurs classiques latins (Cicéron, Sénèque le Jeune, Tacite, Plaute, Térence, Pétrone), de romans historiques et de biographies romancées (Mémoires de T. Pomponius Atticus, Mémoires d’Agrippine, Le procès de Néron), plus destinées au grand public.
Il reçoit le grand prix Gobert de l'Académie française en 1987. Il milite, avec  Jacqueline de Romilly, pour la sauvegarde de l'enseignement des humanités dans l'enseignement secondaire. Il défend et promeut la langue française en tant que membre du Comité d’honneur de l’« Association pour la sauvegarde et l’expansion de la langue française » (ASSELAF), tout comme Philippe de Saint Robert, Roger Minne, Christian de Duve ou encore Maurice Rheims. Il participe à la promotion de la culture latine avec l'association Vita Latina,, tout comme avec l'association internationale Academia Latinitati Fovendae (ALF) dont le siège est à Rome et dont il est un des nombreux cofondateurs en 1967. Cette dernière a pour but de diffuser la culture latine tout en mettant à jour la langue aux conditions modernes.
Il est directeur de la publication de la Revue des études latines entre 1977 et 1989.
En avril 1971, il cosigne l'« appel aux enseignants » lancé par l'Institut d'études occidentales après la démission de Robert Flacelière de la direction de l'École normale supérieure.
Il laisse une définition du mythe : « C'est à la Grèce que l'on doit le nom et la notion même de mythologie. L'esprit hellène opposait, comme deux modes antithétiques de la pensée, le logos et le mythos, le « raisonnement » et le « mythe ». Le premier, c'est tout ce dont on peut rendre compte rationnellement, tout ce qui atteint à une vérité objective, et qui est identique pour tous les esprits. Le second, c'est tout ce qui s'adresse à l'imagination, tout ce qui n'est pas susceptible de vérification, mais porte sa vérité en soi-même, dans sa vraisemblance, ou, ce qui revient au même, la force de persuasion que lui confère sa beauté ».
Pierre Grimal meurt le 2 novembre 1996 dans le 5e arrondissement de Paris et il est inhumé à Jouy-en-Josas.

### Vie privée et descendance
De 1935 à 1944, Pierre Grimal est l'époux de Claude-Edmonde Magny (1913-1966), femme de lettres française et critique littéraire. Il épouse ensuite Geneviève Borel qui meurt en 1985. Il se remarie avec Laurence Piel.
Il est le père de la libraire[réf. nécessaire] Claire Grimal, de la latiniste Florence Dupont, du sanskritiste François Grimal, d'Antoine Grimal, de l’égyptologue Nicolas Grimal et de la juriste Benoite Grimal-Filleteau[réf. nécessaire].

## Distinctions

### Affiliations

#### Académies
- Membre de l'Académie royale des sciences, des lettres et des beaux-arts de Belgique, élu associé depuis 1981[22]
- Membre de l’Académie des inscriptions et belles-lettres, à partir de 1977[8], président en 1985[10]
- Membre de l'Académie des Lyncéens, élu en décembre 1980[23]
- Membre de l’Académie royale suédoise des belles-lettres, d'histoire et des antiquités[24]

#### Sociétés savantes
- Membre de la Société des études latines qui publie la Revue des études latines dont il est le directeur de publication entre 1977 et 1989[25],[26],[16]
- Président de 1952 à 1955[6] et membre de la Société archéologique de Bordeaux[27],[28]
- Membre de la Société française d'archéologie classique[29],[30]
- Membre de Société française d'égyptologie[31]
- Membre de Société nationale des antiquaires de France[32]

#### Association
- Membre de l'association Vita Latina, créée en 1957, pour la promotion du latin et de la culture latine[10]
- Membre de l'Association pour la sauvegarde et l'expansion de la langue française (Asselaf)[12]
- Cofondateur en 1967 de l'association internationale Academia Latinitati Fovendae (ALF) pour le soutien à la diffusion du latin, modernisé, et de sa culture[14]

### Prix

#### Prix de l'Académie française
- Prix Marie-Eugène Simon-Henri-Martin dans le domaine de l'histoire, pour À la recherche de l’Italie antique en 1962 avec une dotation de 1000 Francs[11]
- Prix Broquette-Gonin dans le domaine littéraire pour L'Amour à Rome en 1964 avec une récompense de 1000 Francs[11]
- Grand prix Gobert dans le domaine de l'histoire pour Cicéron en 1987 avec une récompense de 50 000 Francs[11]

#### Récompenses académiques
- Docteur honoris causa de l'université de Rome « La Sapienza »[9].
- Prix honoraire Cultore di Roma, décerné en 1993 par l'Institut national des études romaines (Istituto nazionale di studi romani (it))[33]

### Décorations
- Officier de la Légion d'honneur.
- Commandeur de l'ordre des Palmes académiques.
- Commandeur de l'ordre des Arts et des Lettres Il est fait commandeur lors de la promotion du 20 avril 1995[34].
- Commandeur de l'ordre du Mérite du Sénégal.

## Publications

### Ouvrages
Toutes les maisons d’édition mentionnées sont à Paris :
- Dictionnaire de la mythologie grecque et romaine, Paris, PUF, 1951 ; cinquième réédition en 1976
- Grammaire latine (en collaboration avec Adrien Cart, Jacques Lamaison et Roger Noiville), Paris, Nathan, 1955-2007
- Romans grecs et latins, Paris, Bibliothèque de la Pléiade, 1958
- Le siècle des Scipions : Rome et l’hellénisme au temps des guerres puniques, Paris, Aubier, deuxième édition 1975
- La littérature latine, Paris, PUF coll. « Que sais-je ? » no 376, 1965
- La mythologie grecque, Paris, PUF coll. « Que sais-je ? » no 582, neuvième édition en 1978
- L’art des jardins, Paris, PUF coll. « Que sais-je ? » no 618, troisième édition 1974
- Les villes romaines, Paris, PUF coll. « Que sais-je ? » no 657, première édition 1954, septième réédition en 1990
- (en) Pierre Grimal, La vie de la Rome antique, PUF, coll. « Que sais-je ? » (no 596), 1994 (ISBN 2-13-043218-2)
- Le Siècle d’Auguste, Paris, PUF coll. « Que sais-je ? » no 676, 1965
- Petite histoire de la mythologie et des dieux, Paris, Fernand Nathan, 1954
- Dans les pas des césars, Paris, Hachette, 1955
- Horace, Paris, Éditions du Seuil, 1955
- Contes et légendes de Babylone et de Perse, Paris, Fernand Nathan, collection Contes et légendes de tous les pays, 1958; réédition : 1982
- La Civilisation romaine, préface de Raymond Bloch, Paris, Arthaud, 1960 (quatrième édition en 1970)
- À la recherche de l’Italie antique, Paris, Hachette Livre, 1961 (Prix Marie-Eugène Simon-Henri-Martin de l'Académie française, domaine histoire, en 1962[11])
- Italie retrouvée, Paris, PUF, 1979
- Nous partons pour Rome, Paris, PUF, troisième édition 1977
- L’Amour à Rome, Paris, Les Belles Lettres, 1979 (Prix Broquette-Gonin de l'Académie française, domaine littérature, en 1964[11])
- Mythologies, Paris, Larousse, 1964
- Histoire mondiale de la femme, Paris, Nouvelle Librairie de France, 1965
- Étude de chronologie cicéronienne, Paris, Les Belles Lettres, 1977
- Essai sur l’« Art poétique » d’Horace, Paris, SEDES, 1968
- Le guide de l’étudiant latiniste, Paris, PUF, 1971
- Les Mémoires de T. Pomponius Atticus, Paris, Les Belles Lettres, 1976,  (ISBN 2251334025)
- La « Guerre civile » de Pétrone, dans ses rapports avec la « Pharsale », Paris, Les Belles Lettres, 1977
- Le lyrisme à Rome, Paris, PUF, 1978
- Sénèque ou La conscience de l’Empire, Paris, Les Belles Lettres, 1978
- Le Théâtre antique, Paris, coll. « Que sais-je ? » no 1732, 1978
- Le Quercy de Pierre Grimal, Paris, Arthaud, 1978
- Sénèque, Paris, PUF coll. « Que sais-je ? » no 1950, 1981
- Jérôme Carcopino, un historien au service de l’humanisme (en collaboration avec C. Carcopino et P. Oubliac), Paris, Les Belles Lettres, 1981
- Rome : les siècles et les jours, Paris, Arthaud, 1982
- Virgile ou La seconde naissance de Rome, Paris, Arthaud, 1985
- Rome, la littérature et l'histoire, Rome, École française de Rome, 1986 (recueil des articles de l'auteur entre 1939 et 1984)
- Cicéron, Paris, Fayard, 1986 (Grand prix Gobert de l'Académie française, domaine histoire, en 1987[11])
- Les Erreurs de la liberté, Paris, Les Belles Lettres, 1989
- Le Merveilleux Voyage d'Ulysse, Paris, Le Rocher, 1989  (ISBN 9782268008684)
- Tacite, Paris, Fayard, 1990
- Les Mémoires d’Agrippine, Paris, éditions de Fallois, 1992
- Pompéi : demeures secrètes, Paris, Imprimerie nationale, 1992
- L'Empire romain, Paris, éditions de Fallois, 1993
- Savoir se penser, Paris, Eshel, 1994
- Marc-Aurèle, Paris, Fayard, 1994
- La littérature latine, Paris, Fayard, 1994
- Le procès de Néron, Paris, éditions de Fallois, 1995
- L'âme romaine, Paris, Perrin, 1997.
- Églises de Rome, Paris, Imprimerie nationale, 1997
- Le dieu Janus et les origines de Rome, Paris, Berg international, 1999
- Histoire de Rome, Paris, Mille et une nuits, 2003.
- Voyage à Rome, Paris, Laffont, (Bouquins), 2004.
- Rome et l’amour, Paris, Robert Laffont, 2007,  (ISBN 9782221106297), synthèse d'articles inédits et de textes de conférences, et la réédition de :
  - Matrona, Belles Lettres, 1985

### Éditions et traductions (du latin au français)
- Frontin, De aquae ductu Vrbis Romae, Belles Lettres, 1944
- Pétrone, Le Satiricon, in Romans grecs et latins, Bibliothèque de la Pléiade, 1958
- Apulée, Les Métamorphoses, in Romans grecs et latins, Bibliothèque de la Pléiade, 1958
- Sénèque le Jeune
  - De breuitate uitae, PUF, 1959
  - Phaedra, PUF, 1965
  - De uita beata, PUF, 1969
- Apulée, Le conte d’Amour et Psyché, PUF, 1963
- Plaute et Térence, Œuvres complètes, Paris NFR, 1971
- Tacite, Œuvres complètes, La Pléiade, 1990
- Cicéron
  - In Pisonem, Belles Lettres, 1967
  - Pro Plancio, Belles Lettres, 1976

### Traductions (du grec ancien au français)
- Longus, La pastorale de Daphnis et Chloé, in Romans grecs et latins, Bibliothèque de la Pléiade, 1958
- Chariton d'Aphrodise, Les Amours de Chéréas et de Callirhoé, in Romans grecs et latins, Bibliothèque de la Pléiade, 1958
- Héliodore, Les Éthiopiques, in Romans grecs et latins, Bibliothèque de la Pléiade, 1958
- Achille Tatius, Les Aventures de Leucippé et de Clitophon, in Romans grecs et latins, Bibliothèque de la Pléiade, 1958
- Philostrate, Vie d'Apollonios de Tyane, in Romans grecs et latins, Bibliothèque de la Pléiade, 1958
- Lucien, Histoire véritable, in Romans grecs et latins, Bibliothèque de la Pléiade, 1958
- Lucien, La Confession de Cyprien, in Romans grecs et latins, Bibliothèque de la Pléiade, 1958